# Bahamas nos Jogos Olímpicos de Verão de 1964
As Bahamas competiram nos Jogos Olímpicos de Verão de 1964 em Tóquio, Japão.  O país ganhou sua primeira medalha de ouro olímpica.

## Medalists

### Ouro
- Cecil Cooke e Durward Knowles — Vela, Classe Star

## Resultados por Evento

### Atletismo
100 metros masculino
- Tom Robinson